# تاتیانا فارنزه
تاتیانا فارنِـزِه (انگلیسی: Tatiana Farnese؛ ‏ ۱۹ آوریل ۱۹۲۴ – ۳۱ ژانویهٔ ۲۰۲۲) بازیگر اهل ایتالیا بود.
از فیلم‌هایی که وی در آن‌ها نقش داشته است، می‌توان به خاطرات دخترمدرسه‌ای اشاره نمود.